# Бібліотека № 150 (Київ)
Бібліотека № 150 Печерського району м. Києва.

## Адреса
01042 м. Київ, вул. Іоанна Павла II, 19

## Характеристика
Площа приміщення бібліотеки — 120 м², книжковий фонд — 14,2 тис. примірників. Щорічно обслуговує 2,4 тис. користувачів, кількість відвідувань за рік — 15,0 тис., книговидач — 69,0 тис. примірників.

## Історія бібліотеки
Бібліотека заснована в 1992 році. Бібліотечне обслуговування: абонемент, читальний зал, надаються послуги міжбібліотечного абонементу.